# 贞祐
貞祐（1213年九月—1217年九月）是金宣宗的第一个年号。金宣宗使用贞祐这个年号一共五年。高丽用至贞祐十一年。

## 改元
- 崇慶二年——五月，改元至寧。八月二十五日，衛紹王遇害身亡。九月七日，金宣宗即位。十五日，改元貞祐。[2][3]
- 貞祐五年——九月八日，改元興定。[4]

## 大事记
- 1213年八月，胡沙虎杀死卫绍王，九月，迎立宣宗完颜從嘉为帝。以胡沙虎為太師、尚書令兼都元帥，封澤王，同月改元貞祐。閏九月，宣宗恢復舊名「珣」。
- 1214年，金遷都南京（開封），史稱「宣宗南遷」。
- 1215年，金中都被蒙古帝国攻占。
- 1215年十月，蒲鮮萬奴在遼東自立。

## 纪年對照表
| 貞祐 | 元年   | 二年   | 三年   | 四年   | 五年   |
| ---- | ------ | ------ | ------ | ------ | ------ |
| 公元 | 1213年 | 1214年 | 1215年 | 1216年 | 1217年 |
| 干支 | 癸酉   | 甲戌   | 乙亥   | 丙子   | 丁丑   |

## 同期其他政权使用的年号
- 中國
  - 嘉定（1208年－1224年）：宋—宋寧宗趙擴之年號
  - 光定（1211年－1223年）：西夏—夏神宗李遵頊之年號
  - 天開（1205年－1225年）：大理—段智祥之年號
- 越南
  - 建嘉（1211年－1224年）：李朝—李旵之年號
- 日本
  - 建曆（1211年－1214年）：順德天皇之年号
  - 建保（1214年－1219年）：順德天皇之年号

## 深入閱讀
- 李崇智. . 北京: 中華書局. 2004年12月. ISBN 7101025129.
- 鄧洪波. . 臺北: 國立臺灣大學東亞經典與文化研究計劃. 2005年3月  [2022-01-04]. ISBN 9789860005189. （原始内容 (pdf)存档于2007-08-25）.

## 参看
- 中國年號索引

| 前一年號： 至寧 | 金朝年号 1213年－1217年 | 下一年號： 興定 |